# Sintesi di Gabriel
La sintesi di Gabriel prende il suo nome dal chimico tedesco Siegmund Gabriel. È una reazione chimica che permette di trasformare un  alogenuro alchilico primario in ammina primaria tramite l'utilizzo di ftalimmide in ambiente basico.
La sintesi di Gabriel è stata poi generalizzata includendo l'alchilazione di solfonammidi e immidi, da cui si ottengono poi ammine tramite l'eliminazione del gruppo protettivo.
Il metodo si presenta utile in quanto l'alchilazione dell'ammoniaca ha scarsa selettività ed efficienza, rendendo difficile il suo utilizzo in laboratorio.

## Sintesi di Gabriel tradizionale
Secondo questo metodo la ftalimmide, sotto forma di sali di potassio o sodio, subisce la N-alchilazione da parte di un alogenuro alchilico primario, formando così la N-alchilftalimmide corrispondente. Tramite idrolisi acida l'ammina primaria è liberata e precipita come sale di alchilammonio.
In alternativa, il metodo di Ing–Manske prevede la reazione con idrazina a riflusso in soluzione acquosa o di etanolo. Esistono anche altri metodi per liberare l'ammina, resi necessari dalla difficoltà nel separare questo prodotto da sottoprodotti e altri precipitati.

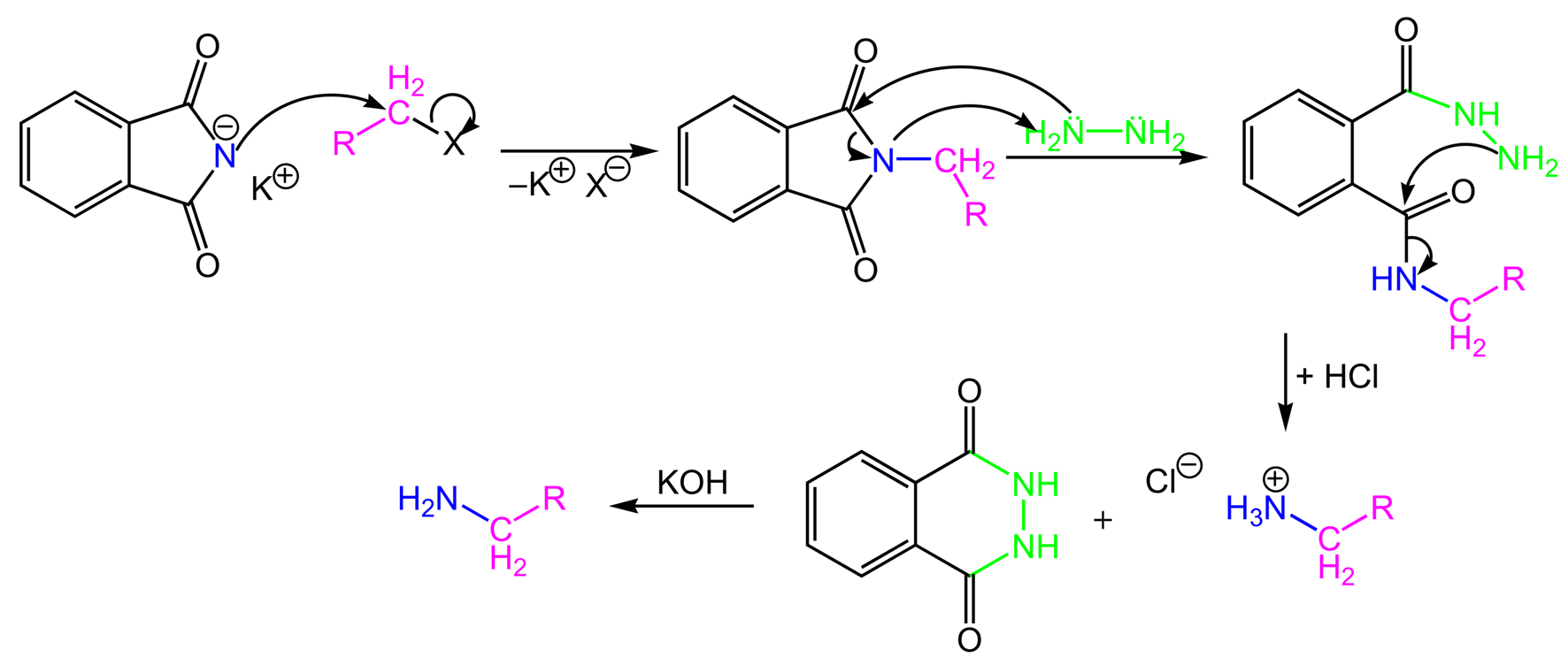
Meccanismo della sintesi di Gabriel con metodo di Ing-Manske

| Gabriel startAnimGif |
| Animazione           |